# Sapromyza infumata
Sapromyza infumata är en tvåvingeart som beskrevs av Becker 1908. Sapromyza infumata ingår i släktet Sapromyza och familjen lövflugor.
Artens utbredningsområde är Kanarieöarna. Inga underarter finns listade i Catalogue of Life.